# Dvoreček
Dvoreček (německy Höflings) je malá vesnice, část obce Blažejov v okrese Jindřichův Hradec v Jihočeském kraji. Nachází se asi 1,5 kilometru severně od Blažejova. Je zde evidováno 25 adres. V roce 2011 zde trvale žilo 22 obyvatel.
Dvoreček je také název katastrálního území o rozloze 2,34 km², kterým protéká Hamerský potok.

## Historie
První písemná zmínka o vesnici pochází z roku 1633.

## Obyvatelstvo
| Rok            | 1869 | 1880 | 1890 | 1900 | 1910 | 1921 | 1930 | 1950 | 1961 | 1970 | 1980 | 1991 | 2001 | 2011 | 2021 |
| -------------- | ---- | ---- | ---- | ---- | ---- | ---- | ---- | ---- | ---- | ---- | ---- | ---- | ---- | ---- | ---- |
| Počet obyvatel | 142  | 141  | 110  | 110  | 98   | 119  | 109  | 84   | 56   | 43   | 29   | 17   | 11   | 22   | 27   |
| Počet domů     | 24   | 24   | 20   | 20   | 21   | 21   | 20   | 18   | 12   | 14   | 11   | 12   | 15   | 16   | 20   |

## Obecní správa
Při sčítání lidu v letech 1850–1920 Dvoreček byl osadou obce Oldřiš v okrese Jindřichův Hradec. V letech 1921–1963 byl samostatnou obcí v okrese Jindřichův Hradec. V letech 1964–1988 byl částí obce Blažejov v okrese Jindřichův Hradec. Od 1. ledna 1989 do 30. června 1990 byl částí obce Hospříz v okrese Jindřichův Hradec. Od 1. července 1990 je opět částí obce Blažejov v okrese Jindřichův Hradec.

## Pamětihodnosti
- Archeologické pozůstatky Vítkova hrádku z první poloviny 13. století chráněného jako kulturní památka ČR se nachází na katastrálním území Dvorečku severně od Blažejova na ostrohu nad Hamerským potokem.
- Ve vsi stojí kříž a kaplička.